# Trần Minh Vương
Trần Minh Vương (* 28. März 1995 in Thái Bình) ist ein vietnamesischer Fußballspieler.

## Karriere

### Verein
Trần Minh Vương steht seit 2013 bei Hoàng Anh Gia Lai unter Vertrag. Der Verein aus Pleiku spielte in der ersten Liga des Landes, der V.League 1.

### Nationalmannschaft
Trần Minh Vương spielt seit 2018 in der vietnamesischen Nationalmannschaft. Bisher absolvierte er vier Länderspiele.